# Campionato mondiale di League of Legends
Il Campionato Mondiale di League of Legends  (in inglese League of Legends World Championship) è il massimo torneo di League of Legends per squadre professionistiche. Organizzato annualmente dalla Riot Games al termine di ogni stagione agonistica, mette in palio il titolo di campione del mondo e il trofeo Summoner's Cup ("coppa degli evocatori") oltre a un premio in denaro di oltre 23 milioni di dollari.
Nel 2017 le finali del campionato vennero seguite da più di 60 milioni di persone, superando il record dell'anno precedente. Il torneo è stato elogiato per le sue cerimonie, ricevendo anche attenzioni da tutto il mondo a causa delle sue pieghe drammatiche ed emotive, e dei momenti tributari da parte del team SK Telecom T1. Sono stati inoltre donati in beneficenza due milioni di dollari raccolti tramite la vendita della skin limitata World 2017 Championship Ashe.
Il Campionato Mondiale di League of Legends ha guadagnato un enorme successo e popolarità, rendendolo tra i tornei più prestigiosi e visti al mondo (superando anche gli sport convenzionali), oltre ad essere il videogioco più guardato al mondo. Grazie al suo successo, le scene di eSport sono diventate sempre più importanti fino ad essere considerate un potenziale evento olimpico, essendo già inclusi nei Giochi Asiatici del 2022 e attualmente in considerazione per i Giochi Olimpici di Parigi 2024.
Il torneo è noto per la sua rotazione annuale di sedi in diversi paesi e continenti, in particolare in Asia orientale, Europa, Nord America e Sud-est asiatico. Il team SK Telecom T1 detiene il record di tornei vinti, con 5 vittorie (2013, 2015, 2016, 2023 e 2024).

## Il trofeo
La Riot Games, società sviluppatrice di League of Legends, ha commissionato il trofeo da dare al vincitore del torneo, la Summoner's Cup. La Riot ha precisato che il trofeo peserebbe intorno ai 32 kg, sebbene il peso sia stato ridotto nel tempo per non renderlo troppo pesante da sollevare al momento della vittoria. Il nuovo trofeo League of Legends World Championship 2022 è stato prodotto in collaborazione con Tiffany & Co., subentrando a Louis Vuitton. Il brand di gioielleria ha impiegato 277 ore per realizzare in modo meticoloso l’oggetto, che pesa quasi 20 kg ed è alto 68 cm.

## Albo d'oro
| Anno | Località della finale | Finale               | Finale    | Finale                | Semi finalisti              | Semi finalisti      |
| Anno | Località della finale | Vincitore            | Risultato | Secondo classificato  | Semi finalisti              | Semi finalisti      |
| ---- | --------------------- | -------------------- | --------- | --------------------- | --------------------------- | ------------------- |
| 2011 | Jönköping             | Fnatic               | 2—1       | Against All Authority | Team SoloMid                | Team SoloMid        |
| 2012 | Los Angeles           | Taipei Assassins     | 3—1       | Azubu Frost           | Counter Logic Gaming Europe | Moscow Five         |
| 2013 | Los Angeles           | SK Telecom T1        | 3—0       | Royal Club            | Fnatic                      | NaJin Black Sword   |
| 2014 | Seul                  | Samsung Galaxy White | 3—1       | Star Horn Royal Club  | OMG                         | Samsung Galaxy Blue |
| 2015 | Berlino               | SK Telecom T1        | 3—1       | KOO Tigers            | Fnatic                      | Origen              |
| 2016 | Los Angeles           | SK Telecom T1        | 3—2       | Samsung Galaxy        | H2K Gaming                  | ROX Tigers          |
| 2017 | Pechino               | Samsung Galaxy       | 3—0       | SK Telecom T1         | Royal Never Give Up         | Team WE             |
| 2018 | Incheon               | Invictus Gaming      | 3—0       | Fnatic                | Cloud9                      | G2 Esports          |
| 2019 | Parigi                | FunPlus Phoenix      | 3—0       | G2 Esports            | Invictus Gaming             | SK Telecom T1       |
| 2020 | Shanghai              | Damwon Gaming        | 3—1       | Suning                | G2 Esports                  | Top Esports         |
| 2021 | Reykjavík             | Edward Gaming        | 3—2       | Damwon KIA            | T1                          | Gen.G               |
| 2022 | San Francisco         | DRX                  | 3—2       | T1                    | Gen.G                       | JingDong Gaming     |
| 2023 | Seul                  | T1                   | 3—0       | Weibo Gaming          | Bilibili Gaming             | JingDong Gaming     |
| 2024 | Londra                | T1                   | 3—2       | Bilibili Gaming       | Gen.G                       | Weibo Gaming        |

### Vittorie per squadra
- SK Telecom T1: 5 (2013, 2015, 2016, 2023, 2024)
- DRX: 1 (2022)
- Edward Gaming: 1 (2021)
- Damwon Gaming : 1 (2020)
- FunPlus Phoenix: 1 (2019)
- Invictus Gaming: 1 (2018)
- Samsung Galaxy: 1 (2017)
- Samsung Galaxy White: 1 (2014)
- Taipei Assassins: 1 (2012)
- Fnatic: 1 (2011)

## Season 1
Il torneo della Season 1 si è tenuto nel 2011 al Dreamhack Summer 2011 in Svezia, comprendendo un primo premio pari a 100.000 dollari. Hanno partecipato in totale 8 team, provenienti dal Nord America, Sud-est asiatico ed Europa. Ci sono state oltre 1,69 milioni di visualizzazioni allo streaming dell'evento, con un picco di 210.000 spettatori connessi contemporaneamente nella finale del torneo.

### Podio
| Posizionamento | Team                  | Giocatori                                    | Giocatori                                                                                    | Premio  |
| Posizionamento | Team                  | ID                                           | Nome                                                                                         | Premio  |
| -------------- | --------------------- | -------------------------------------------- | -------------------------------------------------------------------------------------------- | ------- |
| 1°             | Fnatic                | xPeke Shushei CyanideFI LaMiaZeaLoT Mellisan | Enrique Cedeño Martinez Maciej Ratuszniak Lauri Happonen Manuel Mildenberger Peter Meisrimel | 50.000$ |
| 2°             | Against All Authority | sOAZ Linak MoMa YellOwStaR Kujaa             | Paul Boyer Damien Lorthios Maik Wallus Bora Kim Jerome Negretti                              | 25.000$ |
| 3°             | Team SoloMid          | TheRainMan TheOddOne Reginald Chaox Xpecial  | Christian Kahmann Brian Wyllie Andy Dinh Shan Huang Alex Chu                                 | 10.000$ |

## Season 2

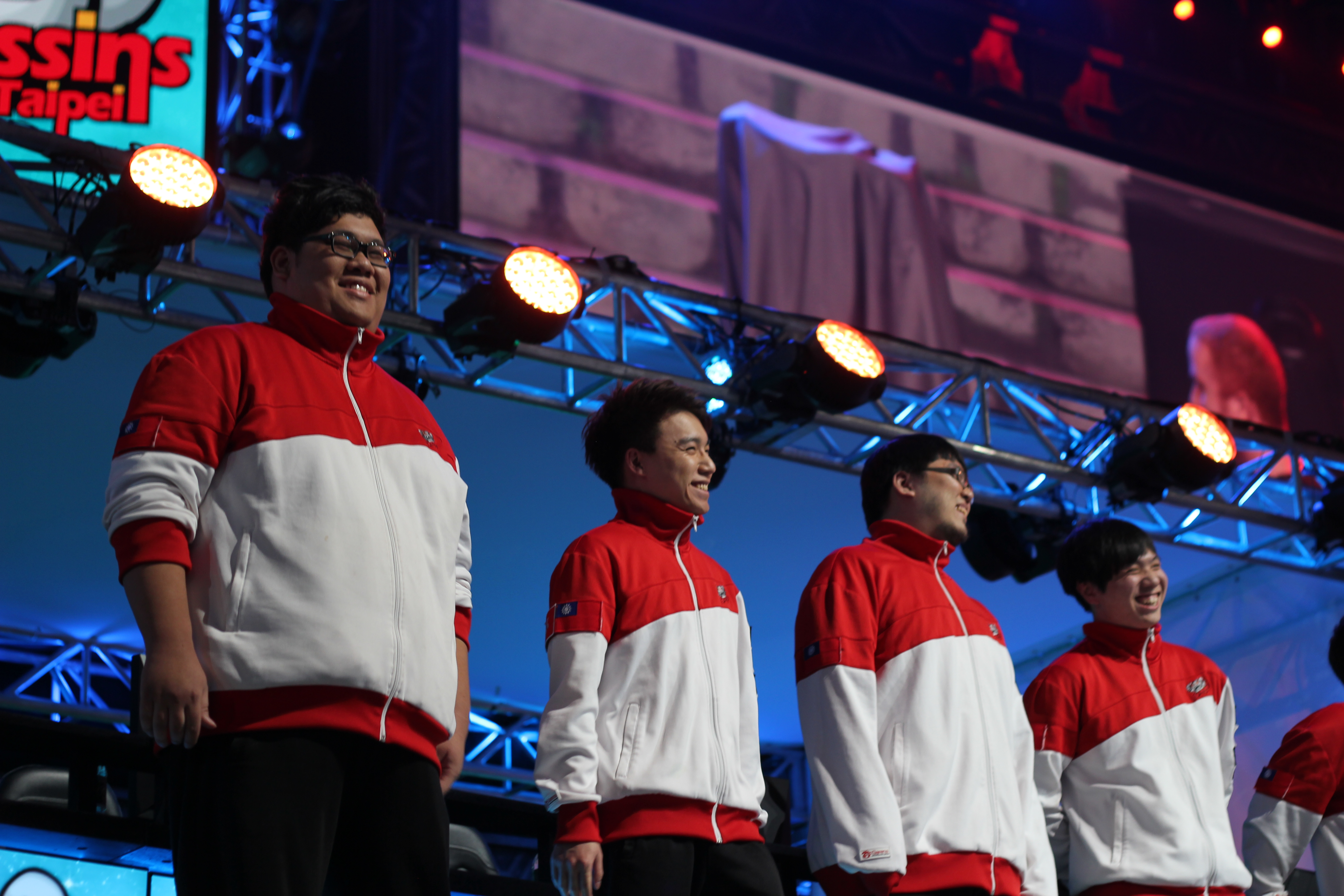
I Taipei Assassins, la squadra vincitrice del torneo

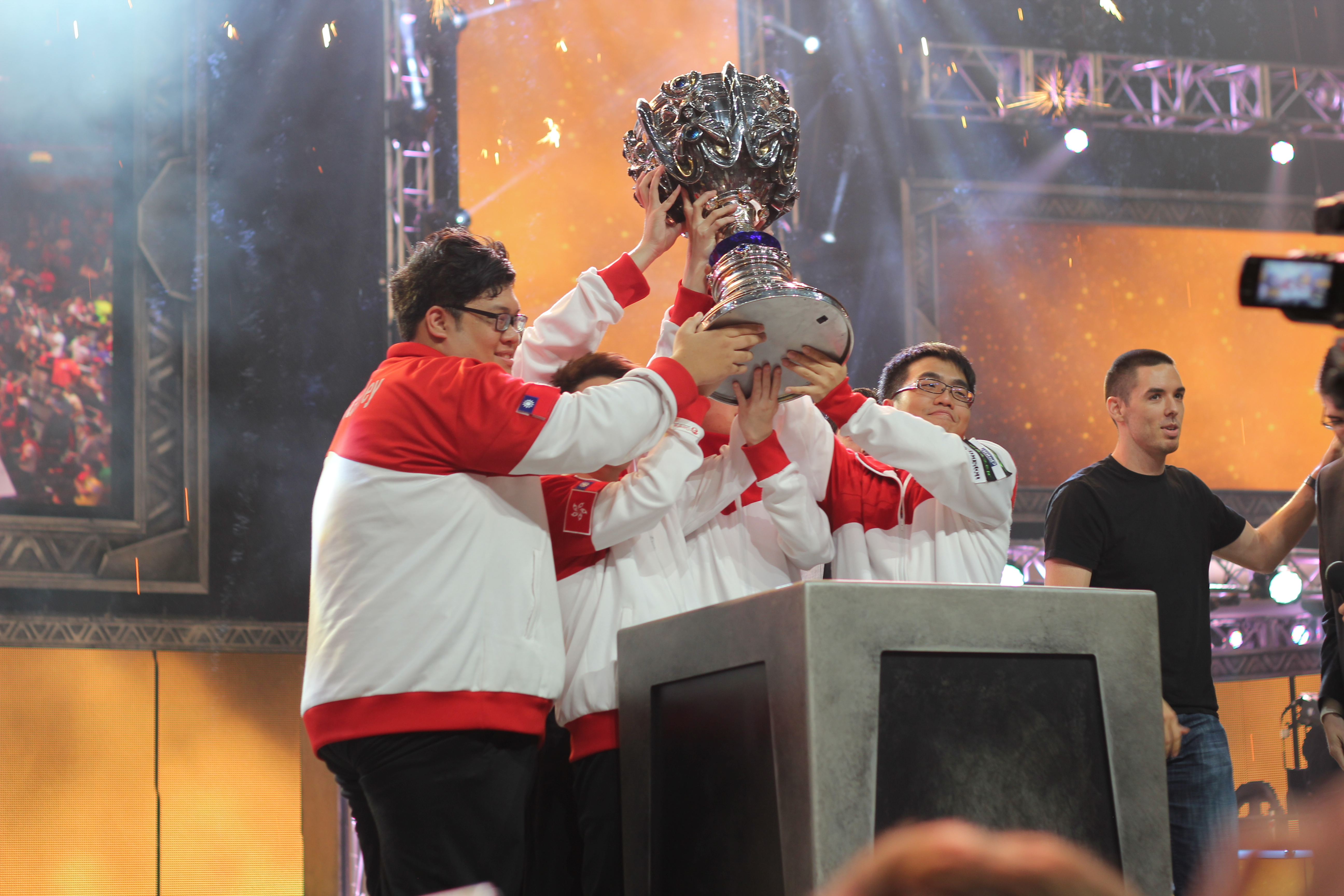
I Taipei Assassins sollevano la Summoner's Cup

Dopo la Season 1, la Riot annunciò che 5 milioni di dollari sarebbero stati messi in palio durante la Season 2. Di questi 5 milioni, 2 sono andati ai partner della Riot, tra cui la IGN Pro League e altre associazioni maggiori di eSports. Altri 2 milioni sono andati alle qualificazioni e al campionato della Season 2. Il milione rimanente è andato agli organizzatori del torneo.
Il Campionato Mondiale della Season 2 si è svolto all'inizio di ottobre 2012, a Los Angeles, in California. Dodici squadre provenienti da tutto il mondo hanno partecipato al campionato, che vantava uno dei premi più grandi nella storia degli eSport dell'epoca: due milioni di dollari, di cui uno andava alla squadra vincitrice. Le partite dei gironi, quarti e semifinali si sono svolte tra il 4 e il 6 ottobre. La finale si è svolta il 13 ottobre, al Galen Center della University of Southern California, al cospetto di 10.000 spettatori. La partita finale è stata trasmessa in streaming e commentata in 13 lingue diverse. I Tapei Assassins provenienti dal Taiwan hanno trionfato contro gli Azuba Frost dalla Corea del Sud con un risultato di 3-1, assicurandosi il premio di un milione di dollari.
Oltre 8 milioni di spettatori si sono sintonizzati sullo streaming del Mondiale della Season 2, con un picco di 1,1 milione connessi contemporaneamente durante la finale, rendendo il torneo l'evento sportivo più visto della storia fino ad allora.

### Podio
| Posizionamento | Team                        | Giocatori                                     | Giocatori                                                                           | Premio     |
| Posizionamento | Team                        | ID                                            | Nome                                                                                | Premio     |
| -------------- | --------------------------- | --------------------------------------------- | ----------------------------------------------------------------------------------- | ---------- |
| 1°             | Taipei Assassins            | Stanley Lilballz Toyz bebe MiSTakE            | Wang June Tsan Kuan-Po Alex Sung Kurtis Lau Wai-kin Cheng Bo-Wei Chen Hui Chung     | 1.000.000$ |
| 2°             | Azubu Frost                 | Shy CloudTemplar RapidStar Woong MadLife      | Park Sang-myeon Lee Hyun-woo Jung Min-sung Jang Gun-woong Hong Min-gi               | 250.000$   |
| 3°- 4°         | Counter Logic Gaming Europe | Wickd Snoopeh Froggen yellowpete Krepo        | Mike Petersen Stephen Ellis Henrik Hansen Peter Wüppen Mitch Voorspoels             | 150.000$   |
| 3°- 4°         | Moscow Five                 | Darien Diamondprox Alex Ich Genja GoSu Pepper | Evgeny Mazaev Danil Reshetnikov Alexey Ichetovkin Evgeny Andryushin Edward Abgaryan | 150.000$   |

## Season 3

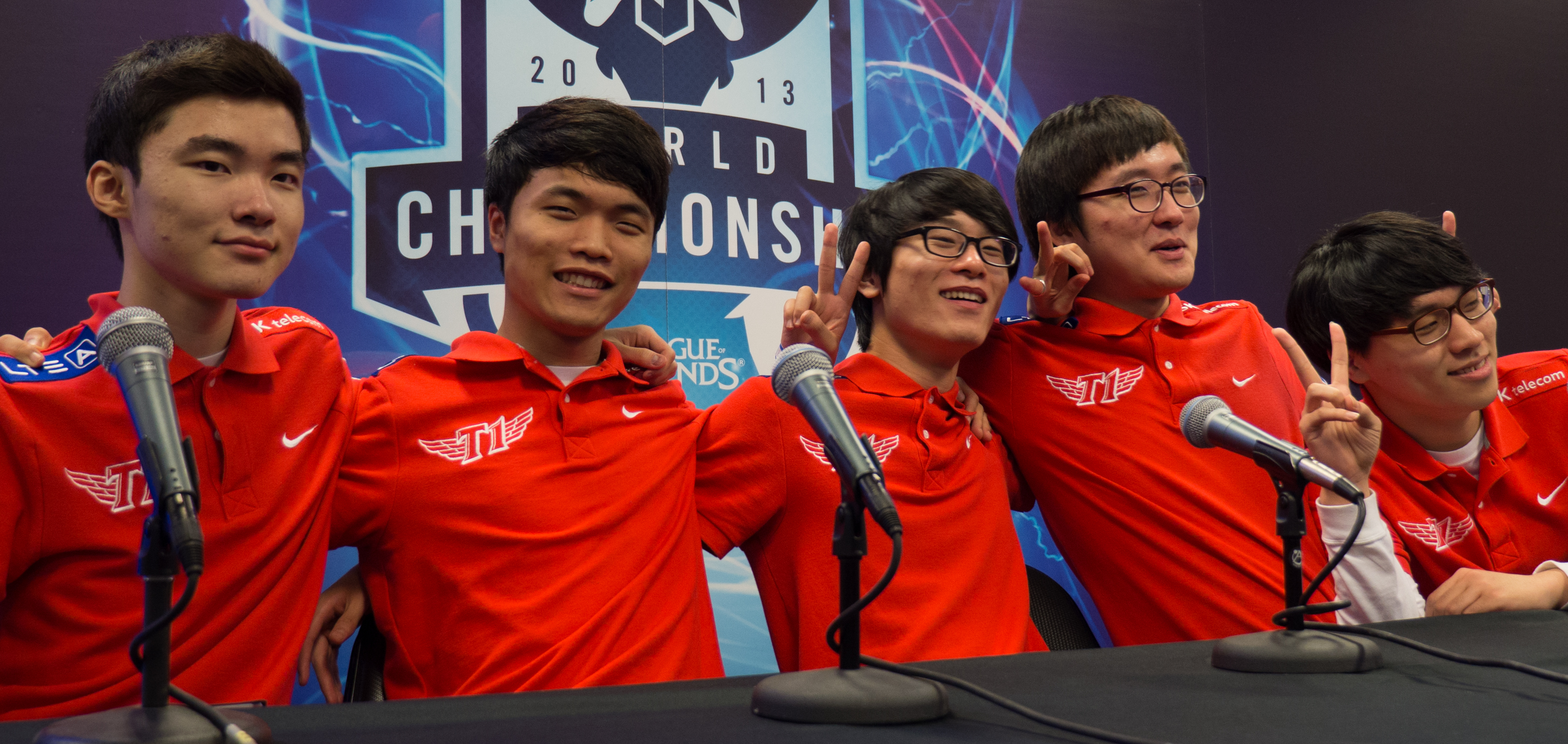
I componenti del team coreano SK Telcom T1, vincitori del torneo della Season 3

Il Campionato mondiale della Season 3 si è svolto nel tardo 2013 a Los Angeles, in California. Quattordici team provenienti da Nord America, Corea, Cina, Sud-est asiatico ed Europa si sono sfidati nei playoff dopo essersi qualificati nelle rispettive regioni. La finale si è tenuta allo Staples Center il 4 ottobre 2013, ed ha visto il team coreano SK Telecom T1 uscirne vincitore, battendo il team cinese dei Royal Club, garantendo loro la Summoner's Cup ed un premio in denaro pari ad un milione di dollari.
La finale del Campionato Mondiale della Season 3 è stata trasmessa in streaming il 4 ottobre, accumulando più di 32 milioni di spettatori, con un picco di spettatori collegati contemporaneamente pari a 8,5 milioni. Ancora una volta, è stato battuto il record di visite dell'annata precedente.

### Podio
| Posizionamento | Team              | Giocatori                           | Giocatori                                                                  | Premio     |
| Posizionamento | Team              | ID                                  | Nome                                                                       | Premio     |
| -------------- | ----------------- | ----------------------------------- | -------------------------------------------------------------------------- | ---------- |
| 1°             | SK Telecom T1     | Impact Bengi Faker Piglet PoohManDu | Jung Eon-yeong Bae Seong-ung Lee Sang-hyeok Chae Gwang-jin Lee Jeong-hyeon | 1.000.000$ |
| 2°             | Royal Club        | GoDlike Lucky Wh1t3zZ Uzi Tabe      | Xiao Wang Liu Junjie Pun Wai Lo Jian Zihao Pak Kan Wong                    | 250.000$   |
| 3°- 4°         | Fnatic            | sOAZ Cyanide xPeke puszu YellOwStaR | Paul Boyer Lauri Happonen Enrique Cedeño Martinez Johannes Uibos Bora Kim  | 150.000$   |
| 3°- 4°         | NaJin Black Sword | Expession watch Nagne PraY Cain     | Gu Bon-taek Cho Jae-geol Kim Sang-moon Kim Jong-in Jang Nu-ri              | 150.000$   |

## Season 4

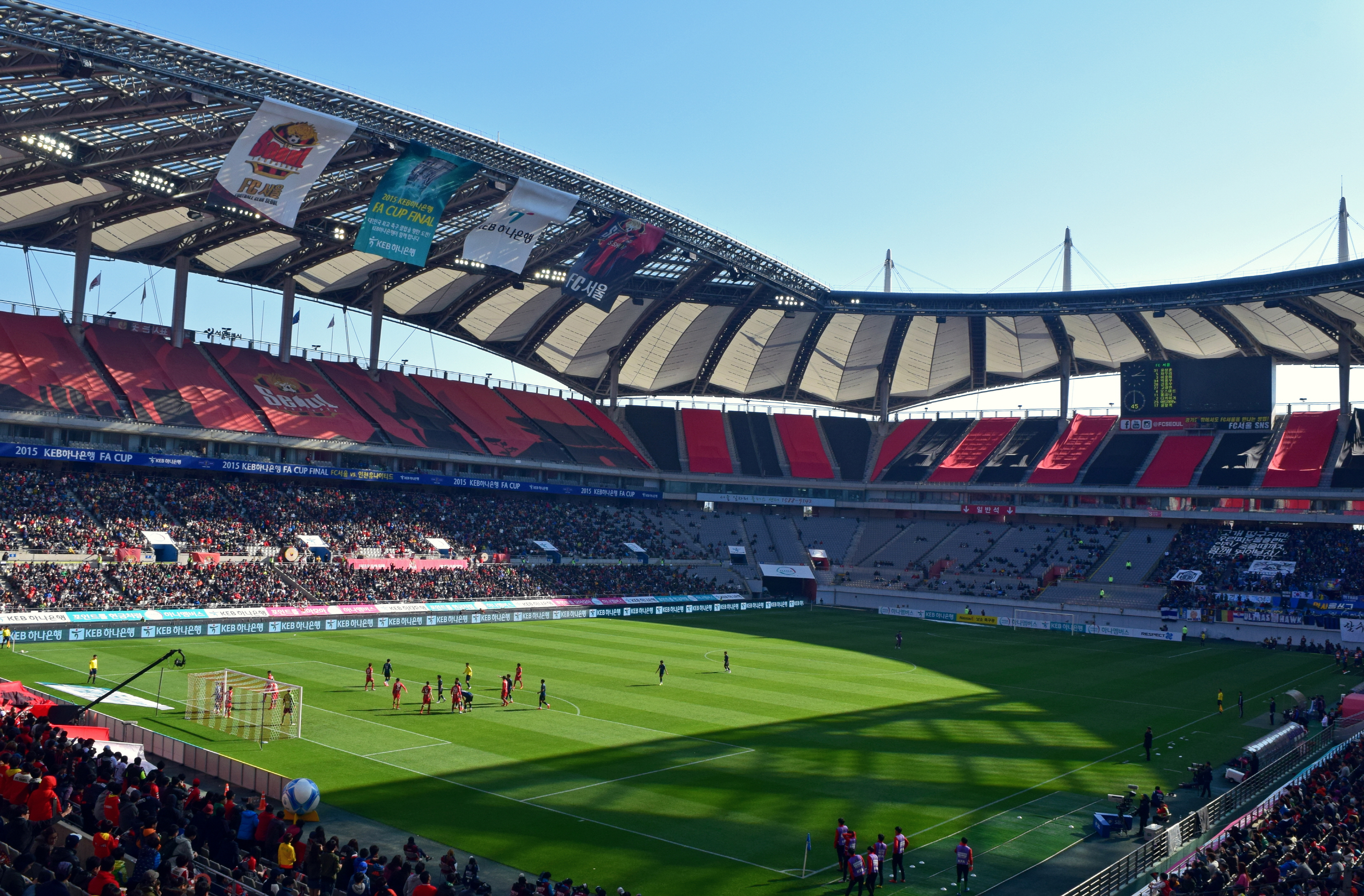
Il Seoul World Cup Stadium, lo stadio usato per la finale del torneo

Il Campionato Mondiale del 2014 comprendeva 16 squadre che competevano per vincere il montepremi di 2,13 milioni di dollari.
La fase a gironi è iniziata il 18 settembre a Taipei, e si è conclusa il 28 settembre a Singapore, con 8 squadre che sono passate al turno successivo. Gli ottavi e le semifinali si sono svolte il 3 ottobre a Pusan, in Corea del Sud, e il 19 ottobre c'è stata la finale, ospitata dal Seoul World Cup Stadium, uno stadio da 65.000 posti, dove la squadra coreana dei Samsung Galaxy White ha battuto la squadra cinese degli Star Horn Royal Club, diventando campioni mondiali del 2014, vincendo il montepremi e la Summoner's Cup.
La band americana Imagine Dragons ha esibito in live con la canzone Warriors, scritta appositamente per l'evento, durante la finale in Corea del Sud. Tutte le partite sono state rese disponibili gratuitamente via streaming live.
Il torneo è stato trasmesso da 40 canali sponsor della diretta, e commentato in 19 lingue. La finale fu vista da 27 milioni di persone, con un picco di 11 milioni contemporaneamente.

### Podio
| Posizionamento | Team                 | Giocatori                             | Giocatori                                                            | Premio     |
| Posizionamento | Team                 | ID                                    | Nome                                                                 | Premio     |
| -------------- | -------------------- | ------------------------------------- | -------------------------------------------------------------------- | ---------- |
| 1°             | Samsung Galaxy White | Looper DanDy PawN imp Mata            | Jang Hyeong-seok Choi In-kyu Heo Won-seok Gu Seung-bin Cho Se-hyeong | 1.000.000$ |
| 2°             | Star Horn Royal Club | cola inSec corn Uzi Zero              | Jiang Nan Choi In-seok Lei Wen Jian Zihao Yun Kyung-sub              | 250.000$   |
| 3°- 4°         | OMG                  | Gogoing LoveLing cool san Cloud       | Gao Diping Yin Le Yu Jiajun Guo Junliang Hu Zhenwei                  | 150.000$   |
| 3°- 4°         | Samsung Galaxy Blue  | ExpAcornession Spirit dade Deft Heart | Choi Cheon-ju Lee Da-yoon Bae Eo-jin Kim Hyuk-kyu Lee Gwan-hyung     | 150.000$   |

## Season 5

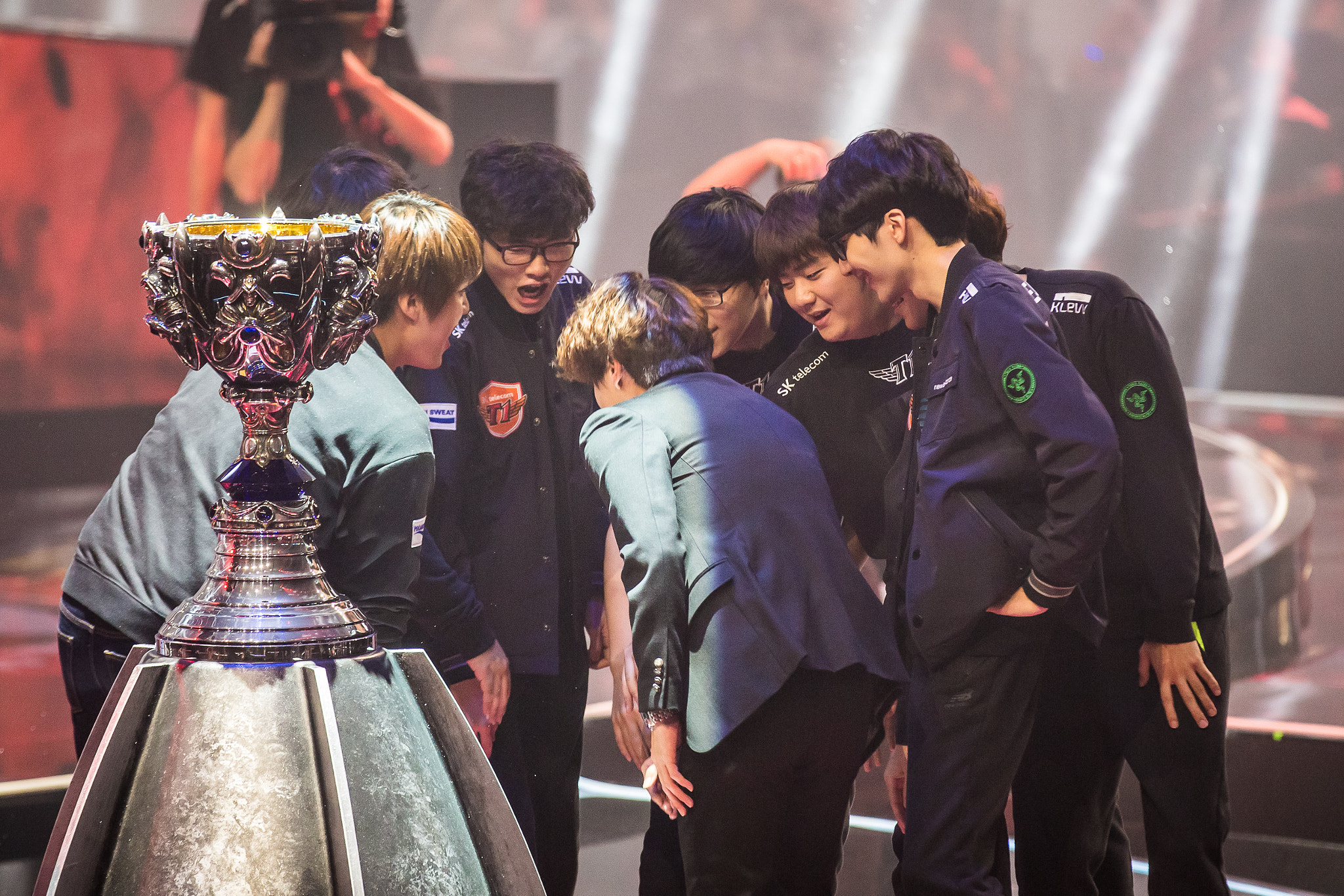
Il team coreano SK Telecom T1, vincitore del torneo

Gli SK Telecom T1 sollevano la Summoner's Cup

Dopo l'edizione del 2014, la Riot Games ha introdotto vari cambiamenti nelle regole della competizione. Il numero di squadre è aumentato da 8 a 10 in entrambe le regioni europee e nordamericane. Un secondo torneo ufficiale Riot Games è stato annunciato, il Mid-Season Invitational, che ha preso parte nel maggio 2015, e caratterizzato da una singola squadra per ciascuna regione principale più un jolly internazionale.
Inoltre, a partire dal 2015, tutte le squadre sono tenute a schierare un allenatore (coach) nelle loro competizioni, che rimarrà sul palco e parlerà con il team tramite chat vocale nella fase iniziale di pick-ban del gioco. Questo cambiamento rende l'allenatore un membro effettivo della squadra.
Il Mondiale del 2015 si è svolto in diverse sedi europee nell'ottobre 2015. Come l'edizione precedente, il Campionato Mondiale del 2015 è stato un evento multi-città e multinazionale. La vittoria è andata agli SK Telecom T1, secondo titolo per la squadra coreana, preceduto dall'edizione del 2013. Il top-laner degli SKT Jang "MaRin" Gyeong-Hwan è stato nominato miglior giocatore del torneo (MVP).
Le finali sono state guardate da 36 milioni di persone (5 in più del match conclusivo della finale NBA Cavaliers-Warriors), surclassando il record della finale della Season 3, e con un picco di visualizzazioni simultanee di 14 milioni di spettatori.

### Podio
| Posizionamento | Team          | Giocatori                                                  | Giocatori | Premio     |
| Posizionamento | Team          | ID                                                         | Nome | Premio     |
| -------------- | ------------- | ---------------------------------------------------------- | --- | ---------- |
| 1°             | SK Telecom T1 | MaRin Bengi Faker Bang Wolf kKoma coach Easyhoon sostituto | Jang Gyeong-hwan Bae Seong-ung Lee Sang-hyeok Bae Jun-sik Lee Jae-wan Kim Jeong-gyun Lee Ji-hoon                             | 1.000.000$ |
| 2°             | KOO Tigers    | Smeb Hojin Kuro PraY GorillA NoFe coach                    | Song Kyung-ho Lee Ho-jin Lee Seo-haeng Kim Jong-in Kang Beom-hyeon Jeong No-chul                                             | 250.000$   |
| 3°- 4°         | Fnatic        | Huni Reignover Febiven Rekkles YellOwStaR Deilor coach     | Heo Seung-hoon Kim Ui-jin Fabian Diepstraten Martin Larsson Bora Kim Louis Sevilla                                           | 150.000$   |
| 3°- 4°         | Origen        | sOAZ Amazing xPeke Niels Mithy Hermit coach                | Paul Boyer Maurice Stückenschneider Enrique Cedeño Martínez Jesper Svenningsen Alfonso Aguirre Rodriguez Tadayoshi Littleton | 150.000$   |

## Season 6

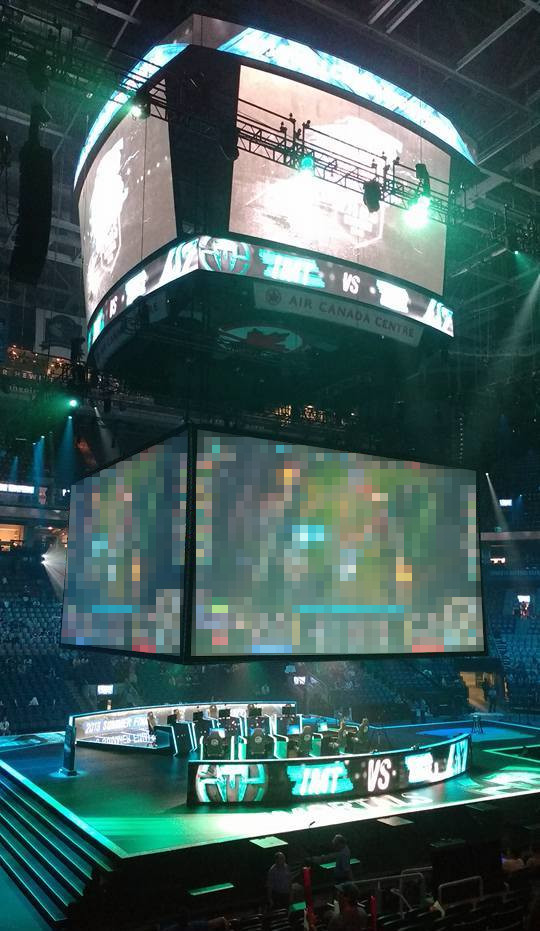
La partita per il terzo posto nella fase di playoff nel Summer NA LCS 2016, tra gli Immortals e i Counter Logic Gaming

Le varie fasi del Mondiale del 2016 si sono svolte negli Stati Uniti a Chicago, San Francisco, New York, mentre le finali a Los Angeles.
Le squadre componenti dei gironi sono state decise tramite un live show di gruppo il 10 settembre. Le partite sono state giocate nella patch 6.18, dove Yorick è stato disabilitato per l'edizione mentre Aurelion Sol per i giorni 1-3. Ci sono stati 4 gironi da 4 squadre ciascuno, per un totale di 16. Le prime due squadre dei gironi passano alla fase ad eliminazione diretta.
La finale è stata vinta dagli SK Telecom T1: per la squadra coreana è stato il loro terzo titolo, vinto l'anno successivo al secondo. Lee "Faker " Sang-hyeok è stato l'MVP dell'edizione, ed insieme al compagno di squadra Bae "Bengi" Seong-ung, ha conquistato il terzo Campionato Mondiale in 4 edizioni, facendo diventare la squadra coreana la più titolata al mondo.
Il montepremi totale ammontava 6,7 milioni di dollari, diviso tra le squadre. La squadra vincitrice (SK Telecom T1) ha ricevuto 2,67 milioni di dollari, la seconda (Samsung Galaxy) 1,005 milioni di dollari e la terza (ROX Tigers) 502.500$. Il resto del montepremi è stato distribuito tra il 5º e 16º posto.
Le finali sono state guardate da 43 milioni di persone, con un picco di visualizzazioni simultanee di 14,7 milioni di spettatori, superando il record dell'annata precedente.

### Podio
| Posizionamento | Team           | Giocatori                                                        | Giocatori | Premio     |
| Posizionamento | Team           | ID                                                               | Nome | Premio     |
| -------------- | -------------- | ---------------------------------------------------------------- | --- | ---------- |
| 1°             | SK Telecom T1  | Duke Bengi Faker Bang Wolf kKoma coach Blank sostituto           | Lee Ho-seong Bae Seong-ung Lee Sang-hyeok Bae Jun-sik Lee Jae-wan Kim Jeong-gyun Kang Sun-gu                       | 2.680.000$ |
| 2°             | Samsung Galaxy | CuVee Ambition Crown Ruler CoreJJ Edgar coach Wraith sostituto   | Lee Sung-jin Kang Chan-yong Lee Min-ho Park Jae-hyeok Jo Yon-gin Choi Woo-bum Kwon Ji-min                          | 1.005.000$ |
| 3°- 4°         | H2K Gaming     | Odoamne Jankos Ryu FORG1VEN Vander Pr0lly coach Freeze sostituto | Andrei Pascu Marcin Jankowski Yoo Sang-wook Konstantinos-Napoleon Tzortziou Oskar Bogdan Neil Hammad Aleš Kněžínek | 502.500$   |
| 3°- 4°         | ROX Tigers     | Smeb Peanut Kuro PraY GorillA NoFe coach Cry sostituto           | Song Kyung-ho Han Wang-ho Lee Seo-haeng Kim Jong-in Kang Beom-hyeon Jeong No-chul Hae Seong-min                    | 502.500$   |

## Season 7

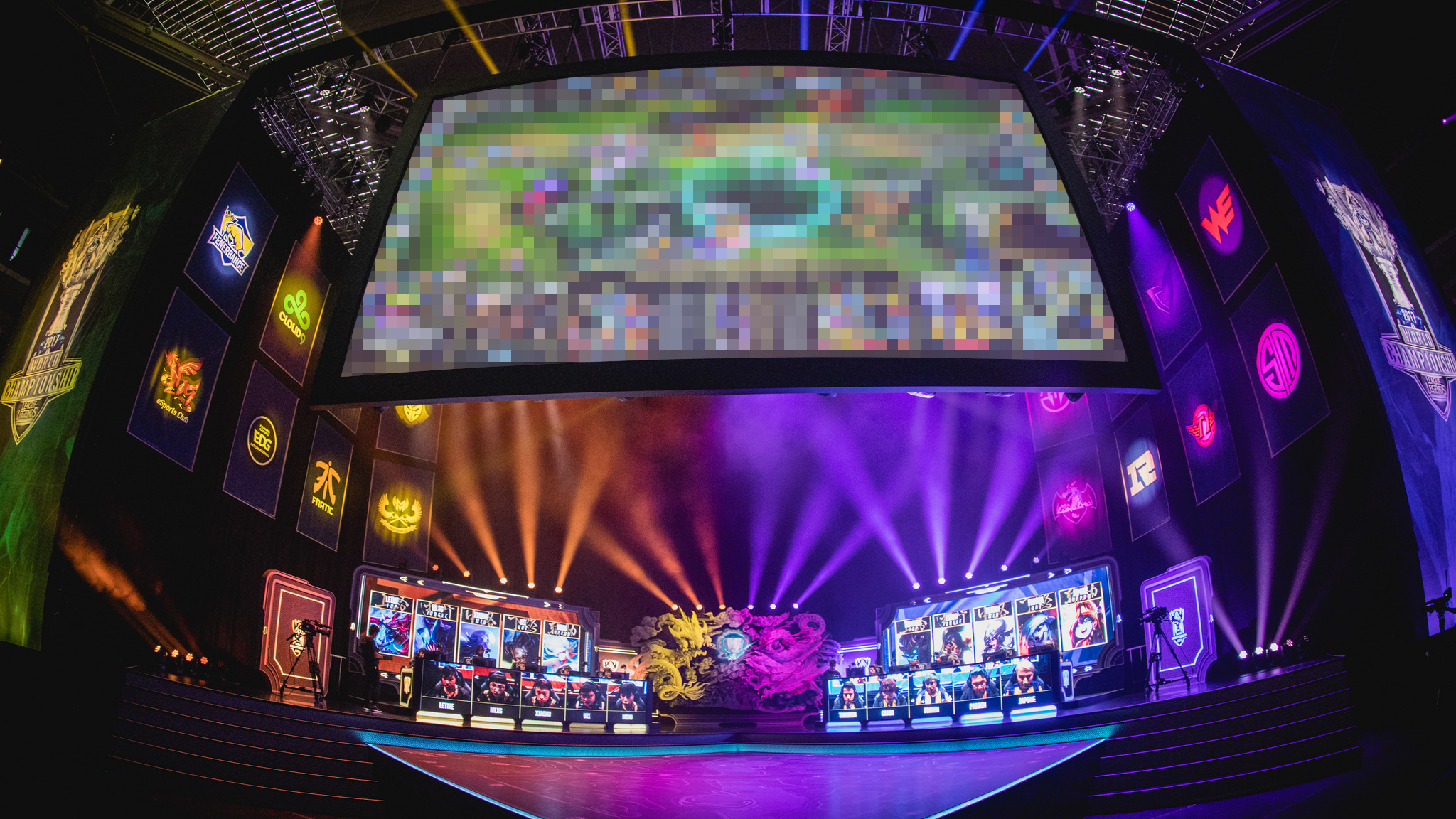
Fase a gironi del torneo, Royale Never Give Up vs 1907 Fenerbahçe

Il Campionato Mondiale di League of Legends del 2017 è iniziato il 23 settembre 2017, e si è concluso il 4 novembre dello stesso anno. Si è tenuto in 4 località differenti situate in Cina: Wuhan, Guangzhou, Shanghai e Pechino. Il torneo è stato giocato nella patch 7.18, con un nuovo campione, Ornn, disabilitato.
Hanno partecipato in totale 24 squadre: dalla Corea del Sud, Cina, Nord America, Europa e Taiwan/Hong Kong/Macao 3 ciascuna, invece dal Brasile, America Latina del Nord, America Latina del Sud, Giappone, Oceania, Turchia, Sud-est asiatico e Russia una ciascuna, più una squadra jolly vincitrice del Mid-Season Invitational del 2017.
Il torneo è stato vinto dai Samsung Galaxy, battendo in finale gli SK Telecom T1, prendendosi così una vendetta per l'annata precedente e ponendo fine alla dinastia degli SK Telecom T1. Park "Ruler" Jae-hyuk, l'AD Carry dei Samsung, è stato l'MVP del torneo. Il montepremi ammontava a 5 milioni di dollari, composti da una base di 2,35 milioni, più 2,65 milioni di donazioni da parte dei fan.
Le finali sono state guardate da 60 milioni di persone, battendo il record della scorsa edizione. Il torneo è stato ampiamente lodato per la sua alta qualità e presenza di spettacoli teatrali e cerimoniali, ed ha ricevuto attenzioni per i momenti drammatici ed emozionali avvenuti durante le partite.

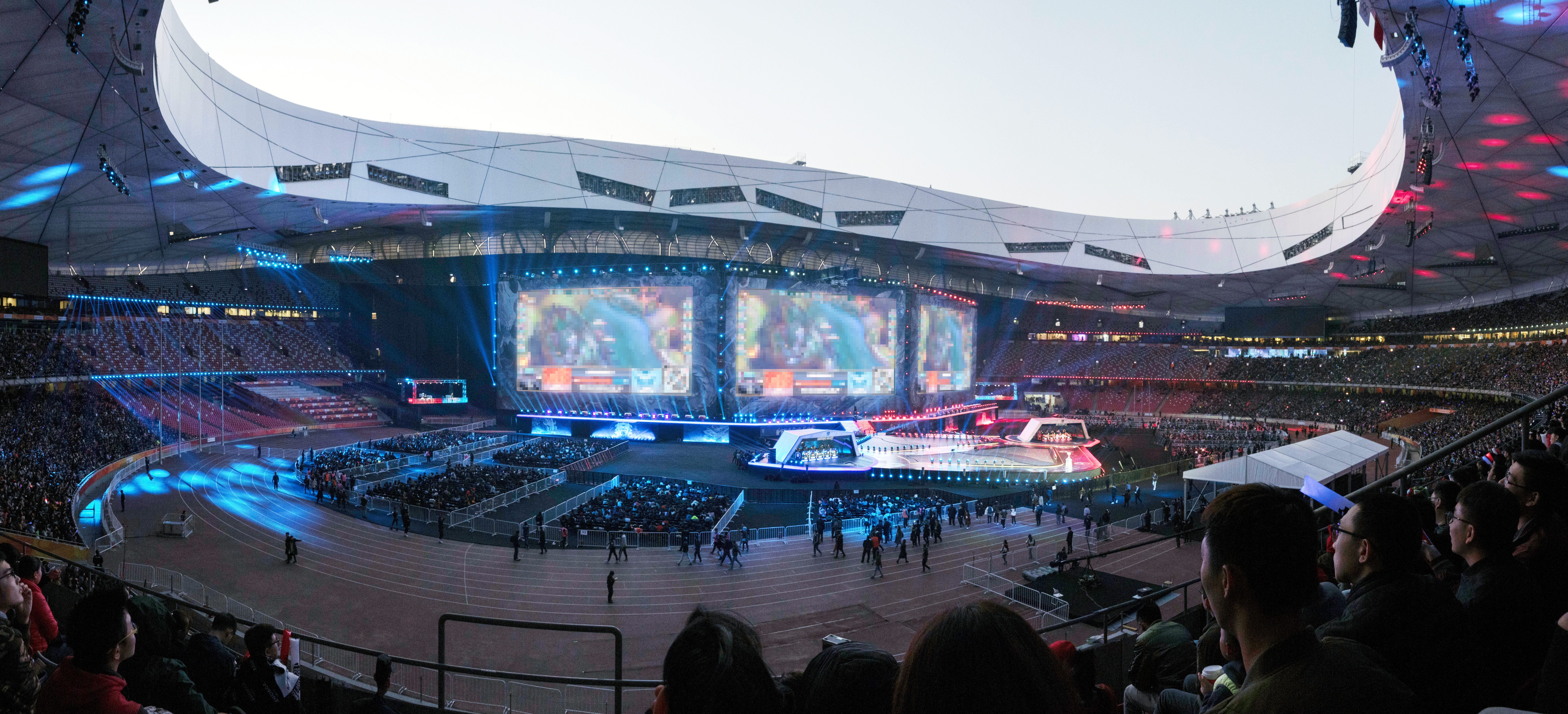
Finale del mondiale tra SKT T1 e Samsung Galaxy allo Stadio Nazionale di Pechino.

### Podio
| Posizionamento | Team                | Giocatori                                                    | Giocatori                                                                                   | Premio     |
| Posizionamento | Team                | ID                                                           | Nome                                                                                        | Premio     |
| -------------- | ------------------- | ------------------------------------------------------------ | ------------------------------------------------------------------------------------------- | ---------- |
| 1°             | Samsung Galaxy      | CuVee Ambition Crown Ruler CoreJJ Edgar coach Haru sostituto | Lee Sung-jin Kang Chan-yong Lee Min-ho Park Jae-hyeok Jo Yon-gin Choi Woo-bum Kang MinSeung | 1.540.000$ |
| 2°             | SK Telecom T1       | Huni Peanut Faker Bang Wolf kKoma coach Blank sostituto      | Heo Seunghoon Han Wang-ho Lee Sang-hyeok Bae Jun-sik Lee Jae-wan Kim Jeong-gyun Kang Sun-gu | 554.000$   |
| 3°- 4°         | Royal Never Give Up | Letme Mlxg Xiaohu Uzi Ming Firefox coach Y1HAN sostituto     | Junze Yan Shiyu Liu Yuanhao Li Zihao Jian Senming Shi Dingxiang Huang hiwei Hu              | 287.000$   |
| 3°- 4°         | Team WE             | 957 Condi Xiye Mystic Ben Homee coach Zero sostituto         | Ke Chang Yu Xiang Ren Jie Su Han Wei Jin Sung Jun Nam Dong Hyun Kim Nam-hoon Yoon Kyung Sub | 287.000$   |

## Season 8

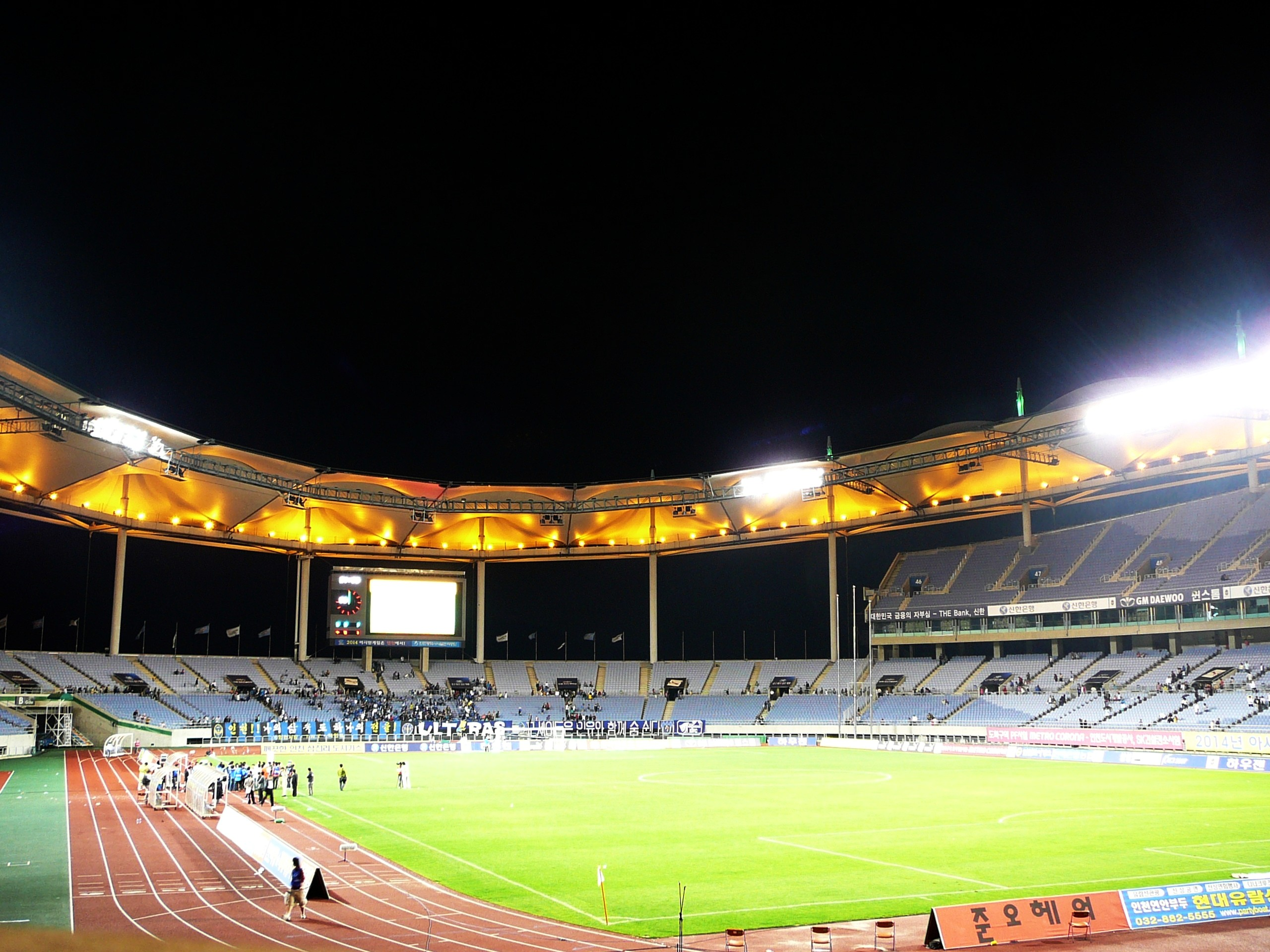
L'Incheon Munhak Stadium, stadio dove si è tenuta la finale del torneo

L'ottava edizione del Campionato mondiale di League of Legends si è tenuta dal 1 ottobre al 3 novembre 2018 in alcune città della Corea del Sud. Ventiquattro squadre si sono qualificate per il torneo in base al loro posizionamento nei tornei regionali, come Cina, Europa e Corea del Sud, delle quali dodici passeranno al turno successivo. Questa edizione del torneo è nota come la più imprevedibile nella storia di League of Legends, a causa delle uscite di scena precoci dei team sudcoreani. L'edizione del torneo è l'evento eSports più visto della storia, raggiungendo un picco di oltre 200 milioni di spettatori simultanei durante le finali. Attualmente, è il torneo più seguito nella storia di League of Legends, nonché di alcuni tornei di sport tradizionali, come il SuperBowl.
La cerimonia di apertura ha avuto un enorme successo, con oltre 90 milioni di spettatori connessi durante le esibizioni, pubblicizzate sui social media.
La finale si è svolta il 3 novembre all'Incheon Munhak Stadium, ed ha visto vincitore il team cinese degli Invictus Gaming, diventando così il primo mondiale vinto da un team non coreano dal 2012. La serie di partite della finale è diventata anche la fase finale del campionato più veloce nella storia di esso, durando 85 minuti di gioco. Gao "Ning" Zhen-Ning è stato premiato come MVP delle finali, grazie al suo contributo come leader della squadra durante la serie. Ning è il primo jungler ad aver ricevuto il premio MVP nella storia del torneo.

### Podio
| Posizionamento | Team            | Giocatori                                                                                        | Giocatori | Premio   |
| Posizionamento | Team            | ID                                                                                               | Nome | Premio   |
| -------------- | --------------- | ------------------------------------------------------------------------------------------------ | --- | -------- |
| 1°             | Invictus Gaming | TheShy Ning Rookie JackeyLove Baolan Kim coach Duke sostituto                                    | Kang Seung-lok Gao Zhen-Ning Song Eui-jin Yu Wen-Bo Wang Liu-Yi Kim Jeong-soo Lee Ho-seong                       | 843.750$ |
| 2°             | Fnatic          | Bwipo Broxah Caps Rekkles Hylissang Dylan Falco coach sOAZ sostituto                             | Gabriël Rau Mads Brock-Pedersen Rasmus Winther Martin Larsson Zdravets Galabov Dylan Falco Paul Boyer            | 303.750$ |
| 3°- 4°         | Cloud9          | Licorice Blaber Jensen Sneaky Zeyzal Reapered coach RapidStar secondo coach Svenskeren sostituto | Eric Ritchie Robert Huang Nicolaj Jensen Zachary Scuderi Tristan Stidam Han-gyu Bok Min-sung Jung Dennis Johnsen | 157.500$ |
| 3°- 4°         | G2 Esports      | Wunder Jankos Perkz Hjarnan Wadid GrabbZ coach                                                   | Martin Hansen Marcin Jankowski Luka Perkovic Petter Freyschuss Bae-in Kim Fabian Lohmann                         | 157.500$ |

## Stagione 9
Il Campionato Mondiale 2019 si è disputato fra il 2 ottobre ed il 10 novembre 2019, in tre differenti città europee: Berlino (Play-In e fase a gruppi), Madrid (quarti di finale e semifinali) e Parigi (finale). La competizione è stata giocata nella sua interezza sulla patch 9.19.
La finale, tenutasi il 10 Novembre 2019 presso l'AccorHotels Arena di Parigi, vedeva fronteggiarsi i FunPlus Phoenix (LPL) e i G2 Esports (LEC). I FunPlus Phoenix hanno avuto la meglio sui G2 Esports vincendo 3-0. Gao "Tian" Tianliang, jungler dei FunPlus Phoenix, è stato eletto come miglior giocatore (MPV) della serie che li ha portati alla vittoria.

### Podio
| Posizionamento | Team            | Giocatori                                                                             | Giocatori | Premio   |
| Posizionamento | Team            | ID                                                                                    | Nome | Premio   |
| -------------- | --------------- | ------------------------------------------------------------------------------------- | --- | -------- |
| 1°             | FunPlus Phoenix | Gimgoon Tian Xinyi (sostituto) Doinb Lwx Crisp Warhorse (coach)                       | Kim Han-saem Gao Tianliang Chang Ping Kim Tae-sang Lin Weixiang Liu Qingsong Chen Ju-chih                                   | $834,375 |
| 2°             | G2 Esports      | Wunder Thebaus (sostituto) Jankos Caps Perkz Mikyx promisq (sostituto) Grabbz (coach) | Martin Hansen Simon Hofverberg Marcin Jankowski Rasmus Winther Luka Perković Mihael Mehle Hampus Abrahamsson Fabian Lohmann | $300,375 |
| 3°– 4°         | SK Telecom T1   | Khan Clid Haru (sostituto) Faker Teddy Effort Mata (sostituto) kkOma (coach)          | Kim Dong-ha Kim Tae-min Kang Min-seung Lee Sang-hyeok Park Jin-seong Lee Sang-ho Cho Se-hyeong Kim Jeong-gyun               | $155,750 |
| 3°– 4°         | Invictus Gaming | TheShy Duke (sostituto) Leyan (sostituto) Ning Rookie JackeyLove Baolan Mafa (coach)  | Kang Seung-lok Lee Ho-seong Lu Jue Gao Zhenning Song Eui-jin Yu Wenbo Wang Liuyi Won Sang-yeon                              | $155,750 |

## Stagione 10
Per il decimo anniversario del gioco, Riot ha optato per un evento spettacolare in Cina. Il campionato si è disputato fra il 25 settembre e il 31 ottobre del 2020 a Shanghai, ed è stato giocato per la sua totalità nella patch 10.19, con i campioni Samira e Yone disabilitati.
I play-in, il Group Stage, i quarti di finale e le semifinali si sono tenuti allo Shanghai Mediatech Studio (senza nessuno spettatore a causa della pandemia da COVID-19) mentre le finali sono state disputate al Pudong Football Stadium (con capienza limitata a 6 312 posti anziché i 33 765 canonici), il 31 ottobre. Il match (al meglio delle 5) ha visto fronteggiarsi i team DAMWON KIA  e Suning, provenienti rispettivamente dalla Corea (LCK) e dalla Cina (LPL), con vittoria dei DAMWON per 3-1. Il titolo di MVP è stato assegnato a Kim "Canyon" Geon-bu, jungler dei DAMWON.
Una particolarità di questo torneo è stata il verificarsi del primo Reverse Sweep della storia dei mondiali di League of Legends, a opera del team Top Esports (LPL) contro il team Fnatic (LEC), durante i quarti di finale, nonché il primo episodio di partecipazione senza vittorie nel group stage da una regione maggiore, record detenuto dai TSM (LCS).

### Podio
| Posizionamento | Team          | Giocatori                                                                             | Giocatori                                                                                                   | Premio   |
| Posizionamento | Team          | ID                                                                                    | Nome | Premio   |
| -------------- | ------------- | ------------------------------------------------------------------------------------- | --- | -------- |
| 1°             | DAMWON Gaming | Nuguri Canyon ShowMaker Ghost Nuclear (sostituto) BeryL Hoit (sostituto) Zefa (coach) | Jang Ha-gwon Kim Geon-bu Heo Su Jang Yong-jun Sin Jeong-hyeon Cho Geon-hee Ryu Ho-seong Lee Jae-min         | $556,250 |
| 2°             | Suning        | Bin SofM Angel huanfeng SwordArt owo (sostituto) Dian (coach)                         | Chen Ze-Bin Lê Quang Duy Xiang Tao Tang Huan-Feng Hu Shuo-Chieh Luo Wen-Jun Li Guo-peng                     | $389,375 |
| 3°– 4°         | G2 Esports    | Wunder Jankos Caps Perkz Mikyx P1noy (sostituto) GrabbZ (coach)                       | Martin Hansen Marcin Jankowski Rasmus Winther Luka Perković Mihael Mehle Kristoffer Pedersen Fabian Lohmann | $200,250 |
| 3°– 4°         | Top Esports   | 369 Karsa knight JackeyLove yuyanjia QuiQui (sostituto) WarHorse (coach)              | Bai Jia-Hao Hung Hao-Hsuan Zhuo Ding Yu Wen-Bo Liang Jia-Yuan Zhang Ming Chen Ju-Chih                       | $200,250 |

## Stagione 11
Il Campionato Mondiale 2021 si è tenuto a Reykjavík, in Islanda, nonostante precedentemente si sarebbe dovuto svolgere in Cina, spostato a causa dell'emergenza sanitaria da Covid-19, stesso motivo per il quale il campionato si è tenuto senza nessuno spettatore dal vivo. Il torneo è stato disputato tra il 5 ottobre e il 6 novembre 2021 e si è svolto per la sua totalità nella patch 11.19, con i campioni Akshan e Vex disabilitati. La finale, tenutasi il 6 novembre 2021, ha visto affrontarsi gli Edward Gaming (LPL), allenati dal coach "Maokai", contro i campioni in carica Damwon Gaming (LCK), essi guidati dal coach "kK0ma", dando come risultato una vittoria per 3-2, a favore degli Edward Gaming. Il titolo di MVP è stato assegnato a Lee "Scout" Ye-chan del team cinese.
Una particolarità della finale, è stato l'avvenirsi di un "Silver Scrapes", una cosa che non accadeva dalla finale del Mondiale disputata tra SK Telecom T1  e Samsung Galaxy, nel 2016.

### Podio
| Posizionamento | Team          | Giocatori                                                          | Giocatori                                                                                             | Premio   |
| Posizionamento | Team          | ID                                                                 | Nome                                                                                                  | Premio   |
| -------------- | ------------- | ------------------------------------------------------------------ | --- | -------- |
| 1°             | Edward Gaming | Flandre Jiejie Scout Viper Meiko Maokai (coach)                    | Li Xuan-Jun Zhao Li-Jie Lee Ye-chan Park Do-hyeon Tian Ye Yang Ji-Song                                | $489,500 |
| 2°             | DAMWON KIA    | Khan Canyon ShowMaker Ghost Rahel (sostituto) BeryL kK0ma (coach)  | Kim Dong-ha Kim Geon-bu Heo Su Jang Yong-jun Sin Jeong-hyeon Cho Geon-hee Kim-Jeong-gyun              | $333,750 |
| 3°–4°          | T1            | Canna Oner Faker Gumayusi Teddy (sostituto) Keria Stardust (coach) | Kim Chang-dong Moon Hyeon-joon Lee Sang-hyeok Lee Min-hyeong Park Jin-seong Ryu Min-seok Son Seok-hee | $178,000 |
| 3°–4°          | Gen.G         | Rascal Burdol (sostituto) Clid Bdd Ruler Life oDin (coach)         | Kim Kwang-hee Noh Tae-yoon Kim Tae-min Gwak Bo-seong Park Jae-hyuk Kim Jeong-min Ju Yeong-dal         | $178,000 |

## Stagione 12
Il Campionato Mondiale 2022 si è compiuto tra il 29 settembre e il 5 novembre 2022 in 4 città differenti: Mexico City (Play-In), New York (Fase a gironi e quarti di finale), Atlanta (Semifinali) e San Francisco (Finali). Il torneo si è svolto per la sua interezza nella patch 12.18, con il rework di Udyr disabilitato. La finale, combattuta tra il 5 e il 6 novembre a causa del fusorario, ha visto scontrarsi le due squadre coreane T1 (ex SKT) e DRX in una serie di 5 partite, conclusa a favore dei DRX con un risultato di 3-2 e vedendo come MVP della finale il giocatore di corsia superiore Hwang "Kingen" Seong-hoon.
Evento caratteristico del Campionato Mondiale è stata, per la prima volta nella storia, la partecipazione alla finale (e in questa occasione anche la vittoria dell'intero torneo) di una squadra che ha iniziato il suo percorso partendo dal Play-In, in questo caso, i DRX.

### Podio
| Posizionamento | Team            | Giocatori                                                      | Giocatori                                                                                        | Premio   |
| Posizionamento | Team            | ID                                                             | Nome                                                                                             | Premio   |
| -------------- | --------------- | -------------------------------------------------------------- | ------------------------------------------------------------------------------------------------ | -------- |
| 1°             | DRX             | Kingen Pyosik Juhan (sostituto) Zeka Deft BeryL Ssong (coach)  | Hwang Seong-hoon Hong Chang-hyeon Lee Ju-han Kim Geon-woo Kim Hyuk-kyu Cho Geon-hee Kim Sang-soo | $489,500 |
| 2°             | T1              | Zeus Oner Faker Gumayusi Keria Asper (sostituto) Bengi (coach) | Kim Dong-ha Kim Geon-bu Lee Sang-hyeok Jang Yong-jun Sin Jeong-hyeon Cho Geon-hee Kim-Jeong-gyun | $333,750 |
| 3°–4°          | JingDong Gaming | 369 Kanavi Yagao Hope Missing Homme (coach)                    | Bai Jia-Hao Seo Jin-hyeok Zeng Qi Chen Ming-Yong Wang Jie Lou Sung-young                         | $178,000 |
| 3°–4°          | Gen.G           | Doran Peanut Chovy Ruler Lehends Score (coach)                 | Choi Hyeon-joon Han Wang-ho Jeong Ji-hoon Park Jae-hyuk Son Si-woo Go Dong-bin                   | $178,000 |

## Stagione 13
Il Campionato Mondiale 2023 si è compiuto tra il 29 settembre ed il 19 novembre 2023 in Corea. La finale, combattuta il 19 Novembre, ha visto scontrarsi la squadra coreana T1 (secondi classificati nel campionato coreano) (ex SKT) ed i cinesi Weibo Gaming FAW AUDI (quarti classificati nel campionato LPL cinese) in una serie al meglio delle 5 partite, conclusa a favore dei T1 con un risultato di 3-0 e vedendo come MVP della finale il top-laner Kim "Zeus" Dong-ha. 
Evento caratteristico del Campionato Mondiale è stata, per la prima volta nella storia, la modalità svizzera che ha sostituito il vecchio sistema a gironi.

### Podio
| Posizionamento | Team                           | Giocatori                                                            | Giocatori                                                                                     | Premio   |
| Posizionamento | Team                           | ID                                                                   | Nome                                                                                          | Premio   |
| -------------- | ------------------------------ | -------------------------------------------------------------------- | --------------------------------------------------------------------------------------------- | -------- |
| 1°             | T1                             | Zeus Oner Sky (sostituto) Faker Gumayusi Keria Tom (coach)           | Kim Dong-ha Kim Geon-bu Kim Ha-neul Lee Sang-hyeok Jang Yong-jun Sin Jeong-hyeon Im Jae-hyeon | $445,000 |
| 2°             | Weibo Gaming FAW AUDI          | TheShy WeiWei Karsa (sostituto) Xiaohu 369 Light Crisp Daeny (coach) | Kim Dong-ha Kim Geon-bu Hung Hao-Hsuan Heo Su Jang Yong-jun Sin Jeong-hyeon Yang Dae-in       | $333,750 |
| 3°–4°          | Beijing JDG Intel Esports Club | 369 Kanavi Knight Ruler Missing Viod (coach)                         | Bai Jia-Hao Seo Jin-hyeok Zhuo Ding Park Jae-hyuk Wang Jie Lu Fan                             | $178,000 |
| 3°–4°          | Bilibili Gaming Pingan Bank    | Bin Xun Yagao Elk On Baiye (sostituto) Tabe (coach)                  | Chen Ze-Bin Peng Li-Xun Zeng Qi Zhao Jia-Hao Luo Wen-Jun Liu Wen-Xue Wong Pak Kan             | $178,000 |

## Stagione 14
Il Campionato Mondiale 2024 si è compiuto tra il 25 settembre ed il 2 novembre 2024 svoltosi in tre città europee: Berlino, Parigi e Londra. La finale, combattuta il 2 Novembre, ha visto scontrarsi la squadra coreana T1 (campioni del precedente anno) (ex SKT) ed i cinesi Bilibili Gaming Pingan BankI in una serie al meglio delle 5 partite, conclusa a favore dei T1 con un risultato di 3-2. Con questa vittoria, Lee "Faker" Sang-hyeok è il primo e unico giocatore ad aver vinto un totale di 5 mondiali (2013, 2015, 2016, 2023,2024).

### Podio
| Posizionamento | Team                        | Giocatori                                                         | Giocatori                                                                                       | Premio   |
| Posizionamento | Team                        | ID                                                                | Nome                                                                                            | Premio   |
| -------------- | --------------------------- | ----------------------------------------------------------------- | ----------------------------------------------------------------------------------------------- | -------- |
| 1°             | T1                          | Zeus Oner Sky (sostituto) Faker Gumayusi Keria Kkoma (head coach) | Kim Dong-ha Kim Geon-bu Kim Ha-neul Lee Sang-hyeok Jang Yong-jun Sin Jeong-hyeon Kim Jeong-gyun | $450,000 |
| 2°             | Bilibili Gaming Pingan Bank | Bin Xun Knight Elk On Baiye (sostituto) Tabe (coach)              | Chen Ze-Bin Peng Li-Xun Zeng Qi Zhao Jia-Hao Luo Wen-Jun Liu Wen-Xue Wong Pak Kan               | $360,000 |
| 3°–4°          | Gen.G                       | Kiin Canyon Chovy Peyz Lehends Score (coach)                      | Kim Gi-in Kim Geon-bu Jeong Ji-hoon Kim Su-hwan Son Si-woo Go Dong-bin                          | $180,000 |
| 3°–4°          | Weibo Gaming FAW AUDI       | Breathe Tarzan Xiaohu Light Crisp Daeny (coach)                   | Kim Dong-ha Kim Geon-bu Hung Hao-Hsuan Heo Su Jang Yong-jun Sin Jeong-hyeon Yang Dae-in         | $180,000 |